# Кінзельська сільська рада
Кінзе́льська сільська рада (рос. Кинзельский сельский совет) — сільське поселення у складі Червоногвардійського району Оренбурзької області Росії.
Адміністративний центр — село Кінзелька.

## Історія
2005 року ліквідовано селище Підгорний.

## Населення
Населення — 927 осіб (2019; 1132 в 2010, 1423 у 2002).

## Склад
До складу сільської ради входять:
| Населений пункт         | Населення, осіб (2002) | Населення, осіб (2010) |
| ----------------------- | ---------------------- | ---------------------- |
| Александровка, селище   | 56                     | 26                     |
| Вознесенка, село        | 285                    | 251                    |
| Кінзелька, село         | 837                    | 729                    |
| Петропавловка, присілок | 49                     | 8                      |
| Підгорний, селище       | 2                      | -                      |
| Степний, селище         | 194                    | 118                    |